# Beate Fricke
Beate Fricke (geb. 1974 in Heilbronn) ist eine deutsche Kunsthistorikerin.

## Leben
Fricke wuchs in Heilbronn auf und studierte Kunstgeschichte, Germanistik und Philosophie an den Universitäten Karlsruhe, Heidelberg und Basel. Sie schloss 1999 an der Universität Karlsruhe das Studium der Kunstgeschichte mit dem Magister ab und wurde 2005 an der Universität Trier promoviert. 2009 wurde sie als Assistant Professor an die University of California, Berkeley berufen. 2012 wurde sie Associate Professor und 2016 zum Full Professor befördert. 2015 erhielt sie zusammen mit Finbarr Barry Flood ein Forschungsstipendium des American Council of Learned Societies für das Forschungsprojekt Object Histories: Flotsam as Early Globalism.
Seit 2017 ist Fricke Professorin für Ältere Kunstgeschichte am Institut für Kunstgeschichte der Universität Bern. Im selben Jahr erhielt sie einen Consolidator Grant des  Europäischen Forschungsrats für ihr Forschungsprojekt Global Horizons in Pre-Modern Art.
Fricke war eine von vier Herausgebern der Zeitschrift für Kunstgeschichte. Nach einem Streit über den Zugang zu der Zeitschrift ist Fricke im Herbst 2019, zusammen mit den anderen Herausgebern, zurückgetreten. Seit 2020 ist sie Herausgeberin der neu gegründeten Open Access Zeitschrift „21: Inquiries into Art, History and the Visual“. Fricke ist Open Access Ambassador des Schweizerischen Nationalfonds.

## Veröffentlichungen (Auswahl)
Monographien
- Ecce fides: die Statue von Conques, Götzendienst und Bildkultur im Westen. Wilhelm Fink Verlag, München 2007, ISBN 978-3-7705-4438-7
  - Englische Übersetzung durch Andrew Griebeler: Fallen idols, risen saints : Sainte Foy of Conques and the revival of monumental sculpture in medieval art. Brepols, Turnhout 2015, ISBN 978-2-503-54118-1

Herausgeberin
- mit Urte Krass: The public in the picture : involving the beholder in Antique, Islamic, Byzantine and Western medieval and Renaissance art. Diaphanes Verlag, Zürich 2015. ISBN 978-3-03734-478-1
- mit Markus Klammer und Stefan Neuner: Bilder und Gemeinschaften. Studien zur Konvergenz von Politik und Ästhetik in Kunst, Literatur und Theorie. Wilhelm Fink Verlag, München 2011. ISBN 978-3-7705-5078-4

Artikel
- Presence Through Absence. Thresholds and Mimesis in Painting. In: Representations. Band 130, Nr. 1, 2015, S. 1–27, doi:10.1525/rep.2015.130.1.1.
- Matter and Meaning of Mother-of-Pearl: The Origins of Allegory in the Spheres of Things. In: Gesta. Band 51, Nr. 1, 2012, S. 35–53, doi:10.1086/669946.
- Jesus wept! On the history of anthropophagy in Christianity. In: Res: Anthropology and aesthetics. Band 59/60, 2011, S. 192–205, doi:10.1086/RESvn1ms23647790.

## Auszeichnungen und Forschungsförderungen
- 2018–2024 ERC Consolidator Grant, Global Horizons
- 2016/17 ACLS Collaborative Research Fellowship gemeinsam mit Finbarr Barry Flood (IFA/NYU)
- 2015 Henry Luce Foundation (partial grant, awarded to the Berkeley Center for the Study of Religion)
- 2014 Mellon Project Grant
- 2012 Hellman Family Faculty Award
- 2012 Samuel H. Kress Travel Grant
- 2011–2012 SNF postdoctoral Fellowship/Academic guest, Center for the History of Knowledge ETH Zurich/University of Zurich
- 2010 ICMA Travel Grant
- 2010 Strategic Working Group, Townsend Center for theHumanties